# Вейссе, Фёдор Иванович фон
Фёдор Ива́нович фон Ве́йссе (Ве́йсе) (нем. von Weiße (Wejsse, Weisse) Johann Friedrich), (22 февраля (4 марта) 1792, Ревель, Эстляндская губерния — 5 (17) августа 1869, Ревель) — один из первых педиатров России, доктор медицины, лейб-медик Двора Его Императорского Величества.
Потомственный дворянин в первом поколении, тайный советник (1855), один из инициаторов организации в Санкт-Петербурге и главный врач первой в России детской больницы, позже получившей название Императорской Николаевской детской больницы;
Почётный член Медико-филантропического комитета;
Первый педиатр — член-корреспондент Императорской Санкт-Петербургской Академии Наук (1855); академик Германской Академии естествоиспытателей «Леопольдина» (1859);
Почётный член Императорского Санкт-Петребургского Минералогического общества (1865);
Почётный член Санкт-Петербургского Английского собрания;
Евангелическо-лютеранского вероисповедания.

## Биография
Родился в Ревеле, в семье скорняка и торговца мехами Иоганна Вейссе (Johann Gottfried Weiße (27.01.1750—18.11.1816)) и его жены Анны ур. Бёмер (Anna Rosina Boehmer (ум. 18.08.1812)). Начальное образование получил дома, после чего в 1806 году был определён в Ревельскую государственную гимназию, которую успешно окончил в 1810 году. В том же году поступил на медицинский факультет Императорского Дерптского университета, где учился вместе с будущим прославленным эмбриологом — академиком Карлом Максимовичем Бэром.
В 1812 году с началом войны с Наполеоном был вынужден прервать учёбу и отправился в Ригу, которая оборонялась от корпуса маршала Ж. Макдональда. Осада города продолжалась несколько месяцев, и всё это время Иоганн Вейссе оказывал помощь раненным русским солдатам. Бои под Ригой закончились только 8 декабря 1812 года, в дни завершения исхода остатков Великой армии из России. Весной следующего года Иоганн Вейссе вернулся в Дерпт, где продолжил прерванные занятия.
Известен факт, что 5 июля 1814 года во время университетских торжеств, посвящённых благополучному окончанию борьбы императора Александра I с Наполеоном, в знак признания личных заслуг Иоганна Вейссе в обороне Риги, лишь одному из двоих студентов, ему была оказана честь выступить с речью перед собравшимися товарищами, преподавателями и профессорами.
В 1815 году, защитив диссертацию на звание доктора медицины «De Pathologia consensus» (К согласию по спорным вопросам патологии), он с серебряной медалью окончил университет.
В том же году, по существующей в университете традиции, Иоганн Вейссе, как наиболее отличившийся выпускник, был «с учёной целью» направлен в Европу. В Берлине он стажировался у выдающихся врачей К. В. Гуфеланда, Э. Хорна и К. Х. Вольфарта; в Гёттингене он работал у И. Ф. Блуменбаха; в Йене — у Л. Окена; в Вене — в детской клинике профессора Л. А. Голиса (традиционно считается, что первая детская больница была открыта в Париже в 1802 году, однако в Вене она существовала уже в 1794 году, и Иоганн Вейссе оказался первым русским врачом, кто в ней стажировался). Побывал он и в клиниках Лондона и Парижа. В 1819 году в Гейдельберге он неожиданно встретился со своим другом Карлом Бэром. Вместе они решили продолжить образование в Кёнигсберге. Однако что-то не сложилось, и Иоганн Вейссе срочно вернулся в Ревель.
В 1820 году Иоганн Вейссе решил искать счастья в Санкт-Петербурге. С этого момента вся последующая его трудовая биография будет связана со столицей Империи, где он стал именоваться Фёдором Ивановичем. Сначала он занялся частной практикой, но вскоре, поступив на государственную службу, был определён тюремным врачом и одновременно врачом 1-й, 2-й и 3-й городских гимназий.

### Главный доктор первой детской больницы в России

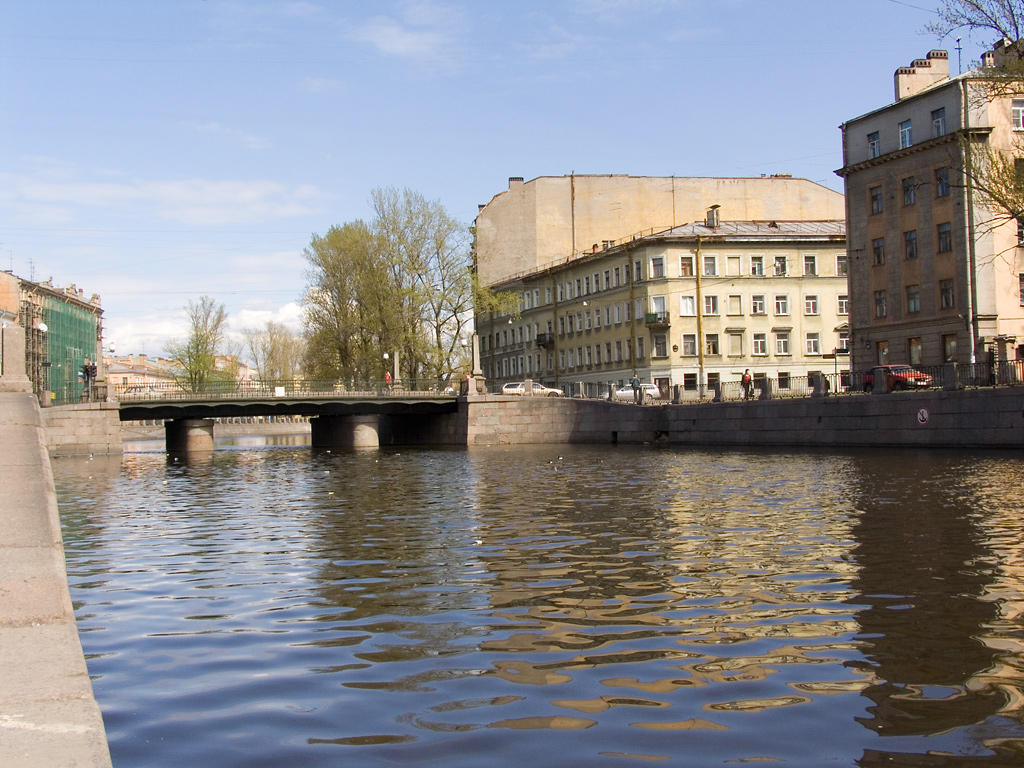
Аларчин мост. Крайнее справа здание (угол набер. канала Грибоедова и Английского пр.) стоит на месте, где когда-то был дом полковницы Оливио. Далее — здание Аларчинской гимназии.

В начале 1830-х годов по инициативе графа А. Х. Бенкендорфа, члена Попечительского совета заведений общественного призрения в Санкт-Петербурге графа А. И. Апраксина и при участии лейб-медика Н. Ф. Арендта было принято решение об организации первой в России детской больницы для бедных. К воплощению идеи в жизнь были привлечены военный доктор Карл Иванович Фридебург — герой войны 1812 года, лекарь лейб-гвардии Кексгольмского полка, и единственный в России врач, имевший практику работы с детьми в европейской клинике — Ф. И. Вейссе.
Больница на 60 коек была освящена 6 декабря 1834 года в приспособленном помещении доходного дома полковницы Оливио на Английском проспекте, д. 36 (нередко ошибочно за дом Оливио принимается дом Жеванова, который находился напротив, на нечётной стороне проспекта, и в нём располагалась Аларчинская гимназия). Главным врачом был назначен К. И. Фридебург, а его помощником — Ф. И. Вейссе. Почти весь первый год становления больницы доктор Фридебург тяжело болел. Он скончался в декабре 1835 года, и его место по праву занял Фёдор Иванович.
Основная тяжесть организации новой больницы с первого дня её существования легла именно на его плечи. Первые больницы в России, как, впрочем, и в Европе, создавались, прежде всего, с целью обеспечения должного ухода за больными. Медицина ещё не располагала такими технологиями, которые не могли бы применяться в домашних условиях, поэтому люди состоятельные лечились дома. Больницы были ориентированы на оказание помощи бедным — тем, уход за которыми не могли обеспечить их близкие. Основными действующими лицами такой больницы был младший и средний медицинский персонал. Подбор и воспитание нянь и сестёр милосердия оказался одной из важнейших задач главного врача. Большую помощь в подготовке кадров для первой детской больницы столицы оказывал главный врач Санкт-Петербургского Воспитательного дома, коллега-педиатр Ф. Ф. фон Депп. Воспитанницы именно его учреждения, при котором существовал Институт повивального искусства, чаще всего становились сёстрами милосердия и повивальными бабками.
Усилиями Ф. И. Вейссе авторитет больницы стремительно рос. Вскоре потребовался перевод её в более просторное помещение. Ещё в 1839 году А. Н. Демидов пожертвовал для этой цели участок земли на Офицерской ул. близ Литовского замка и 200 тыс. рублей на постройку нового здания. В последующем что-то изменилось, и в 1842 году больница переехала в приспособленное помещение на Большой Подъяческой ул., д. № 30, принадлежащее ранее военному ведомству. На новом месте число коек было доведено до 100, появилась возможность раздельного содержания детей с различными инфекциями. Кроме того, в больнице была открыта собственная аптека, амбулатория для приема приходящих больных, расширился врачебный штат. Что касается ул. Декабристов (б. Офицерская), то в советское время, примерно там, где планировал А. Н. Демидов, была открыта другая детская больница (ныне № 17 Святителя Николая Чудотворца), правда, ни он, ни его потомки к этому отношения уже не имели.

### Первый педиатр — член-корреспондент Петербургской Академии Наук
Очень скоро Ф. И. Вейссе приобрёл репутацию превосходного педиатра. Его деятельность была отмечена многими наградами (полный список наград обнаружить не удалось). Ещё в 1833 году он стал членом Медико-филантропического комитета и почти одновременно — секретарём Немецкого врачебного общества; состоял врачом Демидовского дома призрения трудящихся. В 1843 году с присвоением ему чина действительного статского советника Фёдор Иванович был утверждён в потомственном дворянстве. Его имя внесено в IV часть Дворянской родословной книги Российской империи.
В дополнение к своей обширной практике Ф. И. Вейссе занимался активной научной деятельностью. Им написана серия трактатов по детским болезням. Его любимой темой было изучение инфузорий и простейших паразитов человека. Одним из первых в мире он увлекся исследованием «животного магнетизма», издав несколько работ на эту тему и тем самым оказавшись у истоков такого направления в науке как электрофизиология. Большой вклад внес Фёдор Иванович в изучение целебных свойств курорта «Старая Русса». Как один из самых авторитетных исследователей простейших организмов, 29 декабря 1855 года Ф. И. Вейссе был избран членом-корреспондентом Петербургской Академии Наук (Физико-математическое отделение, подотдел: «биологические науки»), став, таким образом, первым детским врачом в России, удостоенным этой чести. Вскоре он был назначен состоять лейб-медиком Двора ЕИВ, с присвоением чина тайного советника.
В 1859 году, в день, когда больнице исполнилось 25 лет, по монаршей милости она стала именоваться «Николаевской». Тремя годами позже Ф. И. Вейссе оставил свою должность. Он руководил детской больницей более четверти века, и в 1862 году передал её в руки своего воспитанника Владимира Егоровича Гейдеке (Woldemar Heidecke). Выйдя в отставку, Фёдор Иванович вскоре вернулся на родину в Ревель. Он прожил ещё 7 лет и скончался в 1869 году. Похоронен один из первых педиатров России в Ревеле.

## Семья
- Жена: Генриета ур. Штир (Henriette Stier);
- Жена: Иоганна ур. фон Ридигер (Рюдигер) (Johanna Henriette von Rüdiger) (27.5.1815, Митава — 11.6.1870 Смоленск);

- Дочь: Эмилия Фёдоровна Вейссе.

- Дядя: Иоганн Готлиб Вейссе (1753—1840) — магистр философии и богословия. В течение 20 лет был директором петербургской гимназии Петришуле[22][23].

## Адреса в Петербурге
Большая Подъяческая ул., д. 30 — здание детской больницы.

## Отдельные печатные работы
- Weisse J. F. De Pathologia consensus / Inaugural-Dissertation zur Erlangung des Grades eines Doctors der Medicin. — Dorpat, 1815. — 84 с.
- Weisse J. F. Erfahrungen über Arzneiverständige Somnambulen, nebst einigen Versuchen mit einer Wasserfühlerin. — Berlin, 1819. — 84 с.
- Weisse J. F. Paris und London für den Artzt, besonders in Rücksicht der öffentlichen Kranken – und Verpflegungsfnstalten geschildert. / 1 stes Bdch. (Schilderung von Paris). Vit 1 Rpf. — St. Peterburg u. Halle, 1820. — 238 с.
- Weisse J. F. Kritische Anzeige von acht französischen Schriften über den thierischen Magnetismus / Kiesers Archiv für den their. Magnetismus. Bd. IV. St. 1. — Halle, 1818. — 109-162 с.
- Weisse J. F. Anzeige von Danülo Wellansky (Животный Магнетизм). — St. Peterburg, 1818. — 129-144 с.
- Weisse J. F. Augenblickliche Lösung eines heftigen Starrkrampfs durch magnetische Manipulationen; in den Vermischten Abhandl. aus dem Gebiete der Heilk. / von einer Gesellsch. prakt. Aerzte zu. — St. Peterburg, 1821. — Т. I. — 222-225 с.
- Weisse J. F. Augenblickliche Lösung eines heftigen Starrkrampfs durch magnetische Manipulationen; in den Vermischten Abhandl. aus dem Gebiete der Heilk. / Einfache Heilung einer Epistaxis, die einen fast 14 tägigen Typus hilt. — St. Peterburg, 1823. — Т. II. — 71-75 с.
- Weisse J. F. Ueber den Gang der Cholera im Stadtgefängnisse zu St. Peterburg; in v. Seidlitz u. Lichtenstädts Mittheilungen über die Cholera – Epidemie zu St. Peterburg im Sommer. — St. Peterburg, 1831. — 143-154 с.
- Weisse J. F. Mikroskopische analyse eines organischen polirschiefers aus dem Gouvernement Simbirsk. — St. Peterburg: Académie Impériale des Sciences, 1854. — 237-250 с.
- Weisse J. F. Zur Oologie der Räderthiere. — St. Peterburg, 1862. — 16 с.
- Weisse J. F. Nachträgliche Bemerkungen in Betreff der Diatomaceen, welche sich im so genannten Mineralschlamme von Staraja Russa befinden. — St. Peterburg, 1861.
- Weisse J. F. Nachricht über einem Staubfall, welcher sich im Jahre 1834 im Gouvernement Irkutzk ereignet hat. — St. Peterburg, 1851.
- Weisse J. F. Resultate einer vergleichenden mikroskopischen Untersuchung von verschieden Proben der sogenannten Schwarz-Erde (Tscherno-Sjom). — Moscau, 1855.
- Weisse J. F. Diatomaceen des Ladoga-Sees. — St. Peterburg, 1864.
- Weisse J. F. Verzeichniss aller von mir in einem 30-jährigen Zeitraume zu St.Petersburg beobachteten Infusorien, Bacillarien und Räderthiere. — Moscau, 1863.
- Weisse J. F. Notiz in Betreff eines aus Sarepta erhaltenen Staubes. — Moscau, 1865.
- Вейссе Ф. И. Годовой Отчет С.-Петербургской Детской Больницы с 1-го января 1856 по 1-е Января 1857 года. — СПб.: Северная Пчела, Суббота 11 Мая 1857, № 102.
- Вейссе Ф. И. Разбор 2-го и 3-го отделов сочинения г. Ценковского: О низших водорослях и инфузориях. — СПб., 1858. — С. 161—167.

## Награды
- Орден Святого Станислава 3-й (б. 4-й) ст. (1836)[24];
- Бриллиантовый перстень с вензелем Е. И. В. (1840);
- Знак отличия «За XX лет беспорочной службы» (1841);
- Орден Святой Анны 2-й ст. с императорской короной (1851);
- Орден Святого Владимира 3-й ст. (1854);
- Знак отличия «За XXXV лет беспорочной службы» (1855);
- Золотая табакерка с вензелем Е. И. В. (1858);
- Орден Святого Станислава 1-й ст. (1865).

## Память
Иоганна Фридриха Вейссе помнят и чтут в Германии и Эстонии. В Санкт-Петербурге, где Ф. И. Вейссе проработал всю свою жизнь, о нём практически не знают. Между тем, больница, являющаяся правопреемником той первой детской больницы в России, которую фактически создал Фёдор Иванович, сегодня носит имя другого, пусть достойного, но московского педиатра Н. Ф. Филатова. В Санкт-Петербурге есть удачный пример — старейшая детская больница, которая названа именем своего основателя К. А. Раухфуса. Такой подход выглядит более справедливым.